# Vasco Agosti
Vasco Agosti (Cadelbosco di Sopra, 29 maggio 1888 – Rarati, 8 agosto 1937) è stato un militare italiano, che con il grado di tenente colonnello nel Corpo degli Alpini fu decorato di Medaglia d'oro al valor militare alla memoria durante il corso delle operazioni di grande polizia coloniale (1937-1938) in Africa Orientale Italiana.

## Biografia
Nacque a Villa Seta di Cadelbosco di Sopra (provincia di Reggio Emilia) il 29 maggio 1888, figlio di Graziano e Maria Luisa Tregni. Si arruolò nel Regio Esercito, e il 31 gennaio 1909 viene ammesso a frequentare, in qualità di Allievo Ufficiale di Complemento, il corso presso il 1º Reggimento fanteria.
Promosso al grado di sottotenente il 3 aprile 1910, entrò in servizio permanente effettivo il 21 ottobre 1913 dopo aver frequentato il corso preparatorio presso la Scuola di Applicazione di Parma. In forza all'87º Reggimento fanteria, nel luglio 1914 partì per la Cirenaica da dove fu rimpatriato a causa di una malattia verso la fine dello stesso anno. Dopo l'entrata in guerra del Regno d'Italia, avvenuta il 24 maggio 1915, prese parte alle operazioni belliche presso il 26º Reggimento fanteria, venendo ferito durante un combattimento a Tolmino. Decorato con la Medaglia d’argento al valor militare, fu promosso tenente il 15 luglio 1915, e capitano il 15 febbraio 1916. Trasferito in servizio al Battaglione alpini "Cividale" dell’8º Reggimento alpini, nel luglio dello stesso anno fu nuovamente ferito in combattimento a Cima delle Saette.
Rientrato in zona di operazioni nel maggio 1917, assegnato al Battaglione alpini "Monte Matajur", fu in seguito trasferimento al Corpo di spedizione operante nel Mediterraneo orientale.
Rientrò in Italia nel 1920, per essere trasferito tre anni dopo, dietro sua domanda, al 3º Battaglione indigeni del Regio Corpo Truppe Coloniali dell'Eritrea con cui partecipò alle operazioni per la riconquista della Libia. Decorato con la Croce di guerra al valor militare, ritornò in Patria verso la fine del 1927, e fu promosso maggiore nel giugno 1928. Successivamente ritornò in Libia per assumere il comando del 5º Gruppo sahariano. Dopo lo scoppio della guerra d'Etiopia partecipò alla operazioni belliche in Africa Orientale, e ad Af Gagà fu decorato con una seconda Croce di guerra al valor militare. Promosso tenente colonnello il 31 dicembre 1936, l'anno successivo, durante le operazioni di grande polizia coloniale, fu decorato con una seconda Medaglia d’argento al valor militare per un combattimento sostenuto a Gogetti, in Africa Orientale.
Assunto il comando interinale della 3ª Brigata coloniale, l’8 agosto cade sul campo di battaglia di Rarati con il fucile in mano, e per questo fatto fu decorato di Medaglia d'oro al valor militare alla memoria. Il 30 settembre 1942 viene costituita la Sezione dell'A.N.A. di Reggio Emilia che gli fu intitolata, così come una via e una scuola.

### Annotazioni
1. ↑  Tale battaglione era sempre in forza all'8º Reggimento alpini.

### Fonti
1. 1 2 3 4  Bianchi, Cattaneo 2011, p. 5.
2. ↑  Bellocchi 1970, p. 350.
3. 1 2 3 4 5 6 7 8 9 10 11 12 13 14 15 16 17  Bianchi, Cattaneo 2011, p. 6.
4. 1 2 3 4 5 6 7 8 9  Noi Alpini.
5. 1 2  Bianchi, Cattaneo 2011, p. 7.
6. ↑  Registrato alla corte dei conti lì 1 maggio 1939, registro 4 Africa Italiana, foglio 21.
7. ↑  Registrato alla corte dei conti lì 22 febbraio 1939, registro 2 Africa Italiana, foglio 244.